# Morpho zephyritis
Morpho zephyritis là một loài bướm phân bố ở Bolivia và Peru.

## Hình ảnh

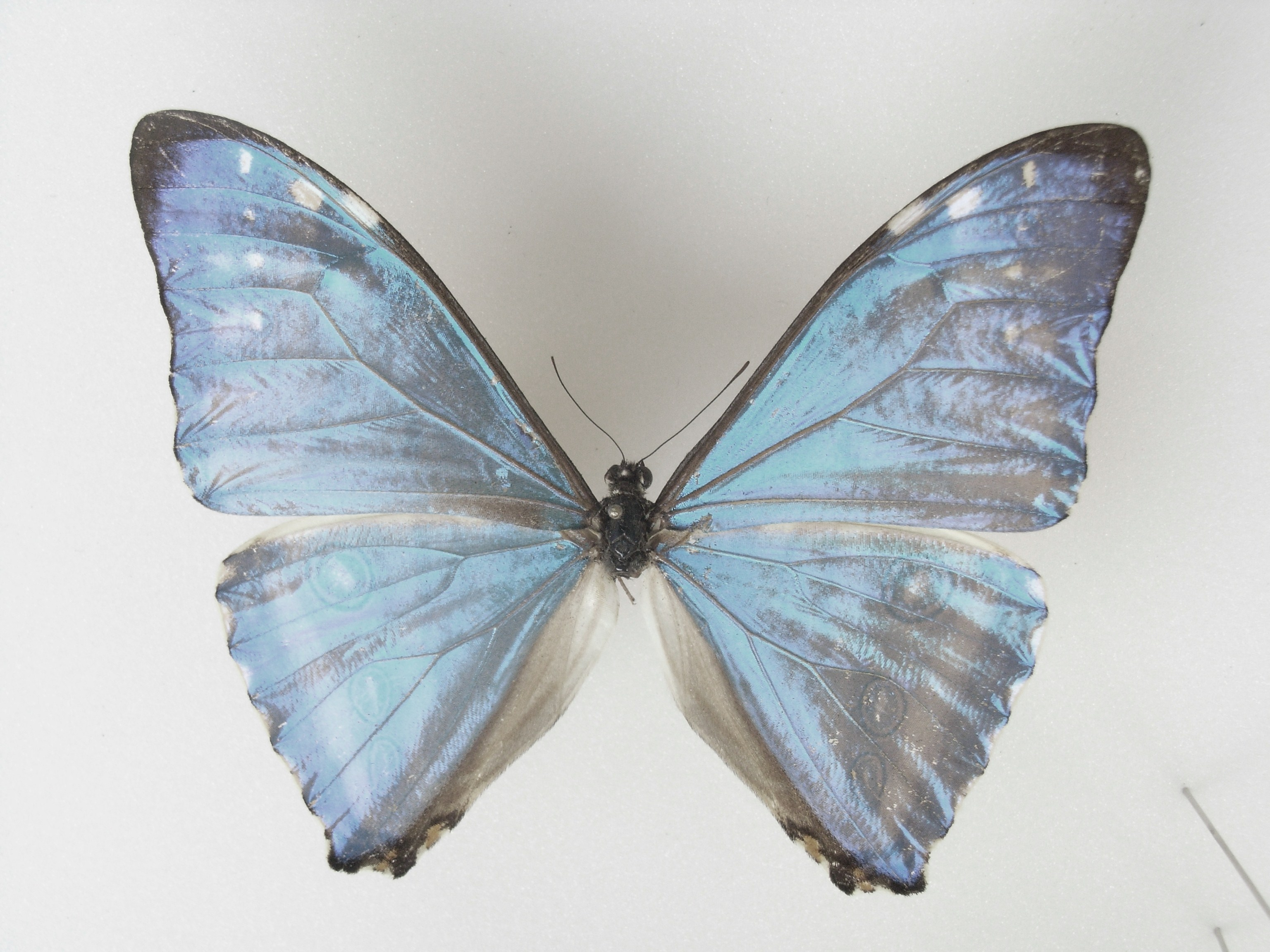
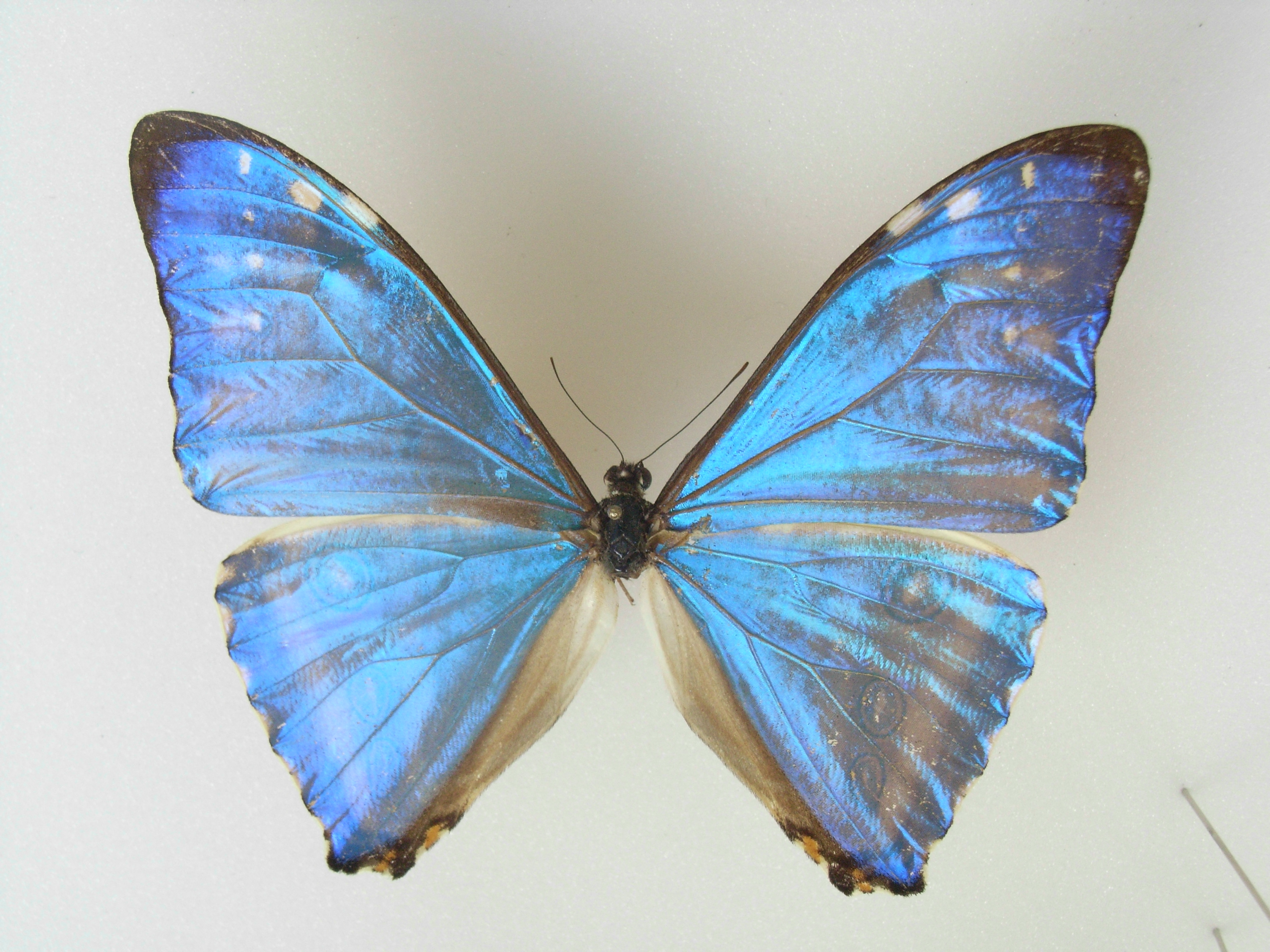
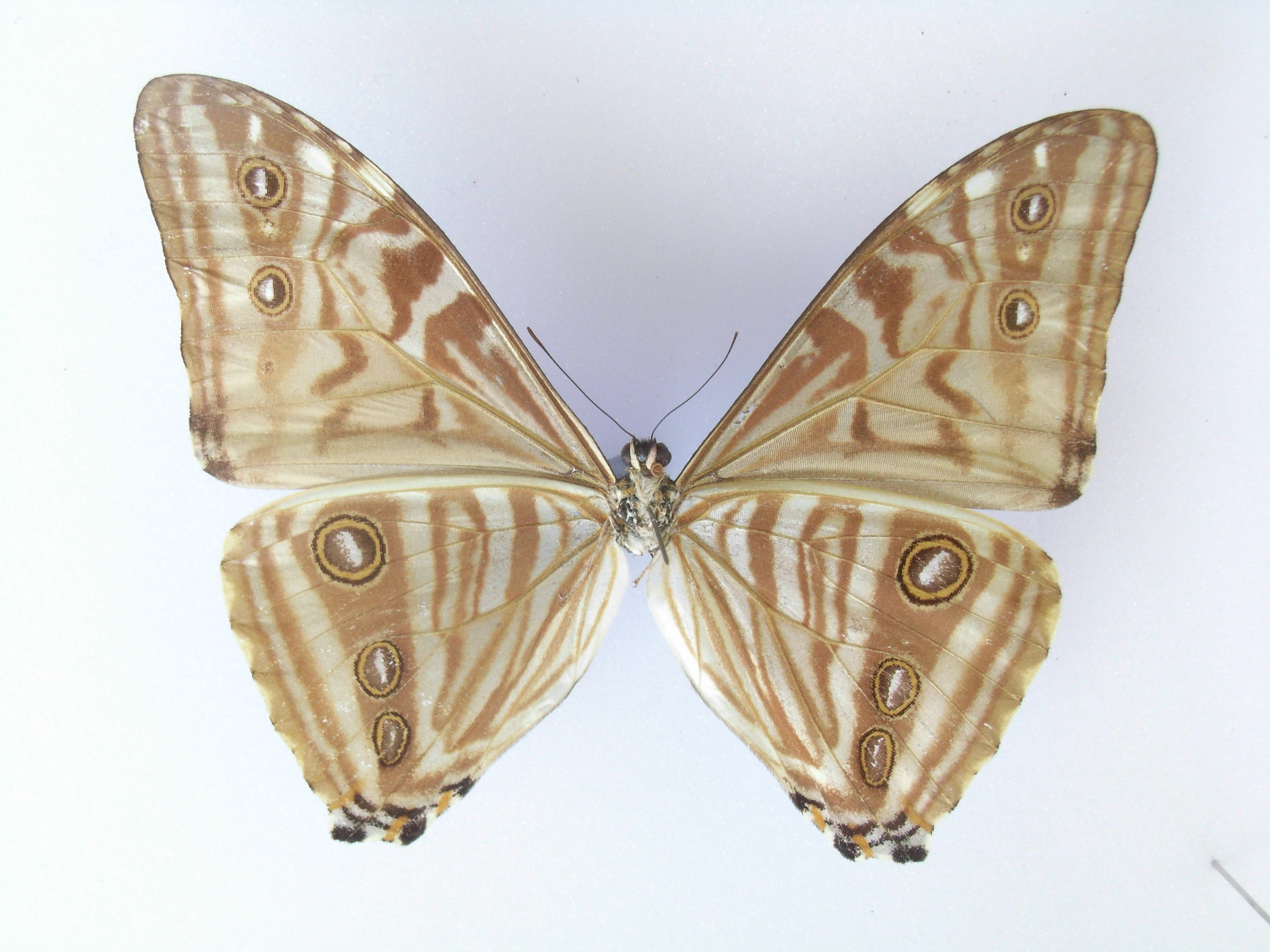